# Caraipa parvifolia
Caraipa parvifolia là một loài thực vật có hoa trong họ Calophyllaceae. Loài này được Aubl. mô tả khoa học đầu tiên năm 1775.